# Чермін (гміна, Мелецький повіт)
Гміна Чермін (пол. Gmina Czermin) — сільська гміна у східній Польщі. Належить до Мелецького повіту Підкарпатського воєводства.
Станом на 31 грудня 2011 у гміні проживало 6986 осіб.

## Територія
Згідно з даними за 2007 рік площа гміни становила 80.32 км², у тому числі:
- орні землі: 77.00%
- ліси: 12.00%

Таким чином, площа гміни становить 9.13% площі повіту.

## Населення
Станом на 31 грудня 2011:
| Опис     | Загалом | Загалом | Чоловіки | Чоловіки | Жінки | Жінки |
| -------- | ------- | ------- | -------- | -------- | ----- | ----- |
| одиниця  | осіб    | %       | осіб     | %        | осіб  | %     |
| все      | 6986    | 100     | 3497     | 50.06    | 3489  | 49.94 |
| міське   | 0       | 100     | 0        |          | 0     |       |
| сільське | 6986    | 100     | 3497     | 50.06    | 3489  | 49.94 |

## Сусідні гміни
Гміна Чермін межує з такими гмінами: Борова, Вадовіце-Ґурне, Лубніце, Мелець, Щуцин.